# Fotobiont
Fotobiont är en lavs fotosyntesiserade komponent. En lav består dels av en svamp (som i vetenskapliga sammanhang kallas dess mykobiont), och dels en fotobiont, vilken kan vara antingen en alg eller en cyanobakterie.